# Maria Milstein
Pour les articles homonymes, voir Milstein.
Maria Milstein est une violoniste, née à Moscou en 1985.

## Biographie
Maria Milstein est issue d'une famille de musiciens russes. Son grand-père Iakov Milstein était musicologue et professeur de piano au Conservatoire Tchaïkovski de Moscou.
Elle commence le violon à l’âge de 5 ans. En 1991, sa famille s’installe en France. La musicienne commence son apprentissage professionnel de la musique auprès du violoniste Pavel Vernikov à Fiesole, en Italie. Elle intègre ensuite le Conservatoire d’Amsterdam dans la classe du violoniste Ilya Grubert où elle obtient avec les notes les plus élevées, un Bachelor en 2008, puis un Master en 2010 à Londres, avec le violoniste David Takeno.
Maria Milstein joue sur un violon fabriqué par Michel Angelo Bergonzi (1721-1758, Cremone, Italie) et prêté par la Fondation néerlandaise des instruments de musique.
Elle forme depuis 2005, un duo avec sa sœur, la pianiste Nathalia Milstein.

## Vie professionnelle

### Carrière solo
Entre 2011 et 2014, Maria Milstein est artiste en Résidence à la Chapelle musicale Reine Élisabeth en Belgique, dans la classe du violoniste et chef d’orchestre Augustin Dumay.
Elle est invitée à se produire aux Pays-Bas et accompagne comme soliste l'Orchestre national de Belgique, l'Orchestre philharmonique de Bruxelles, l'Orchestre royal de chambre de Wallonie, l'Orchestre Musica Viva et la Sinfonietta d'Amsterdam.
En 2015, elle enregistre avec la pianiste Hanna Shybayeva, l’album « Sounds of War» chez Cobra Records reprenant les sonates de Francis Poulenc, Leoš Janáček et Sergueï Prokofiev. L'album remporte la même année, un Edison Klassiek Award dans la catégorie musique de chambre.
En février 2016, elle reçoit la bourse Borletti-Buitoni Trust, attribuée à des artistes ou ensembles à un stade de développement de leur carrière.
En 2017, la violoniste fait son début en tant que soliste avec l'Orchestre philharmonique de la radio néerlandaise dans le Concerto de Glazounov, dirigé par Vasily Petrenko.
Depuis septembre 2014, Maria Milstein est enseignante au Conservatoire d'Amsterdam.

### Van Baerle Trio
Maria Milstein fonde en 2004, Van Baerle Trio avec le pianiste Hannes Minnaar et le violoncelliste Gideon den Herder. Les trois musiciens se sont rencontrés lors de leurs études respectives au Conservatoire d’Amsterdam. Van Baerle Trio a été formé sous la direction du musicien russe Dimitri Ferschtman. En 2008, le pianiste Menahem Pressler les invite à l’accompagner lors de différentes représentations.
L’ensemble a été distingué au Concours international de musique de l'ARD à Munich ainsi qu'à l'International de musique de chambre de Lyon et a remporté le Concours Vriendenkrans et le Prix Kersjes aux Pays-Bas.[réf. nécessaire]
En 2014, les musiciens participent au tour ECOS Rising Stars et se produisent sur différentes salles européennes telles la Philharmonie de Cologne, le Barbican Centre de Londres, la Musikverein à Vienne ou la Cité de la musique à Paris.
Deux albums sont issus de cette collaboration, un premier disque pour la maison de disque Et'cetera, autour des œuvres de Theo Loevendie, Camille Saint-Saëns et Maurice Ravel en 2013 et lauréat d'un l'Edison Klassiek Award. Un second album sort en septembre 2014, Felix Mendelssohn, Piano Trios chez Challenge Records.
Van Baerle Trio a participé à plusieurs reprises au programme "Génération... Jeunes Interprètes » de Gaëlle Le Gallic sur France Musique.

## Discographie
- Van Baerle Trio: Saint-Saëns, Loevendie, Ravel, Etcetera Records (2012)
- Van Baerle Trio: Felix Mendelssohn, Piano Trios, Challenge Records (2014)
- Sounds of War: Poulenc, Janáček, Prokofiev, avec la pianiste Hanna Shybayeva, Cobra Records (2015)
- La Sonate de Vinteuil: Pierné, Saint-Saëns, Hahn, Debussy, avec la pianiste Nathalia Milstein, Mirare (2017)
- Avec Bush Trio l'intégrale de la musique de chambre pour  piano et cordes d'Anton Dvorak

## Récompenses

### Carrière solo
- 2e Prix premier nommé, à Cittą di Brescia, Italie (2007)
- Prix Kersjes comme soliste, Pays-Bas (2010)
- 2e Prix au Premio Rodolfo Lipizer, Italie  (2011)
- Edison Klassiek Award dans la catégorie Musique de chambre, album Sounds of War avec le pianiste Hanna Shybayeva, Pays-Bas (2015).

### Van Baerle Trio
- 1er Prix et 4 prix spéciaux au Concours international de musique de chambre de Lyon, France (2011)
- 1er Prix, Prix « Talent de l’année » et Prix du public au Vriendenkrans Competition, Amsterdam, Pays-Bas (2011)
- Prix Kersjes, Pays-Bas (2012)
- 2e Prix et Prix du public au Concours ARD, discipline trio, Munich, Allemagne (2013)
- Prix Edison Klassiek, album Van Baerle Trio, works by Saint-Saëns, Loevendie and Ravel, Etcetera Records (2013)